# Maksimilijan Kuntarić
Maksimilijan Kuntarić (Križevci, 12. listopada 1867. – Požega, 22. srpnja 1932.) bio je hrvatski publicist i prevoditelj.

## Životopis
Kao član Plemićkog konvikta završio je klasičnu gimnaziju 1885. u Zagrebu. Godine 1890. diplomirao je na Mudroslovnom fakultetu slavistiku i klasičnu filologiju.
Zatim se zaposlio u požeškoj gimnaziji kao namjesni učitelj te je od 1891. bio profesor. Od 1915. pa sve do umirovljenja 1924. bio je ravnatelj gimnazije.
Prevodio je djela čeških pisaca. Otac je pravnika i publicista Zlatka i Đure.

### Članci
- Kokolari, Martina. 2013. Kuntarić, Đuro. Hrvatski biografski leksikon. Zagreb.  journal zahtijeva |journal= (pomoć)
- Pranjko, Klara. 2013. Kuntarić, Maksimilijan. Hrvatski biografski leksikon. Zagreb.  journal zahtijeva |journal= (pomoć)